# Cahier de doléances
De Cahiers de doléances zijn de klaagbrieven van Franse burgers uit maart en april 1789, meegenomen door de afgevaardigden uit iedere kieskring naar de Staten-Generaal. De bezwaren zouden worden besproken op de eerste vergadering na 175 jaar op 5 mei 1789 in Versailles. 
Cahiers de doléances bestonden al in de 15e eeuw in Frankrijk en vormden een onderdeel van de rechten van de afgevaardigden, maar in het revolutiejaar kregen ze extra betekenis. In januari 1789 waren door de koning verkiezingen uitgeschreven. Elk van de drie standen had het recht requesten in te dienen en klachten op te voeren van hun achterban. 
In deze klaagbrieven aan koning Lodewijk XVI, 60.000 stuks zijn bewaard gebleven, beschreven leden van de gilden en parochiegenoten van de afgevaardigden alles wat volgens hen mis was met betrekking tot de feodale rechten, de onvrede over het recht van de adel de maten en gewichten te bepalen en de periodieke verhoging waarmee de pacht werd gemeten. 
Het schrijven van de Cahiers na de mis op zondagochtend zorgde voor grote opwinding onder de Franse bevolking. Vaak is in de Cahiers de aanbeveling terug te vinden een eenheidsstelsel in te voeren, zodat fraude kon worden tegengegaan. Ook werd een nieuw Kadaster geëist op basis van een eenheidsmaat.

## Gevolg
Eind maart 1790 werd het monopolie van de landadel op maten en gewichten afgeschaft en in april deed Talleyrand als eerste een voorstel tot "metrologische" hervormingen. Vervolgens ontstond er een chaos in de maten en gewichten, waarmee nog meer fraude en speculatie in de hand werd gewerkt. Op 1 augustus 1793 werd de "provisorische meter" ingevoerd, gebaseerd op oude metingen. De naamgeving zou pas in 1795 worden aangepast; deci, centi en milli zijn Latijnse, hecto, kilo, mega en giga griekse prefixen.